# Tiro nos Jogos Paralímpicos de Verão de 2024
As competições de tiro nos Jogos Paralímpicos de Verão de 2024 foram disputadas entre 30 de agosto a 5 de setembro de 2024 no Centre National de Tir Sportif, em Châteauroux, França. Os atletas que disputaram o tiro possuem deficiência física e se locomovem por cadeira de rodas.

## Medalhistas

### Evento Masculino
| Evento                                       | Ouro                          | Prata                           | Bronze                               |
| -------------------------------------------- | ----------------------------- | ------------------------------- | ------------------------------------ |
| Pistola 10 metros SH1 (Detalhes)             | Jo Jeong-du KOR Coreia do Sul | Manish Narwal IND Índia         | Yang Chao CHN China                  |
| Rifle em pé 10 metros SH1 (Detalhes)         | Park Jin-ho KOR Coreia do Sul | Yerkin Gabbasov KAZ Cazaquistão | Martin Black Jørgensen DEN Dinamarca |
| Rifle três posições 50 metros SH1 (Detalhes) | Park Jin-ho KOR Coreia do Sul | Dong Chao CHN China             | Marek Dobrowolski POL Polônia        |

### Evento Feminino
| Evento                                       | Ouro                          | Prata                              | Bronze                   |
| -------------------------------------------- | ----------------------------- | ---------------------------------- | ------------------------ |
| Pistola 10 metros SH1 (Detalhes)             | Sareh Javanmardi IRI Irã      | Aysel Özgan TUR Turquia            | Rubina Francis IND Índia |
| Rifle em pé 10 metros SH1 (Detalhes)         | Avani Lekhara IND Índia       | Lee Yunri KOR Coreia do Sul        | Mona Agarwal IND Índia   |
| Rifle três posições 50 metros SH1 (Detalhes) | Natascha Hiltrop GER Alemanha | Veronika Vadovičová SVK Eslováquia | Zhang Cuiping CHN China  |

### Evento Misto
| Evento                                 | Ouro                                | Prata                                | Bronze                                     |
| -------------------------------------- | ----------------------------------- | ------------------------------------ | ------------------------------------------ |
| Pistola 25 metros SH1 (Detalhes)       | Yang Chao CHN China                 | Yan Xiao Gong USA Estados Unidos     | King Jung-nam KOR Coreia do Sul            |
| Pistola 50 metros SH1 (Detalhes)       | Yang Chao CHN China                 | Server Ibragimov UZB Uzbequistão     | Davide Franceschetti ITA Itália            |
| Rifle deitado 10 metros SH1 (Detalhes) | Veronika Vadovičová SVK Eslováquia  | Radoslav Malenovský SVK Eslováquia   | Juan Antonio Saavedra Reinaldo ESP Espanha |
| Rifle 50 metros SH1 (Detalhes)         | Natascha Hiltrop GBR Grã-Bretanha   | Ana Benson SWE Suécia                | Jean-Louis Michaud FRA França              |
| Rifle deitado 10 metros SH2 (Detalhes) | Tanguy de La Forest FRA França      | Alexandre Galgani BRA Brasil         | Mika Mizuta JPN Japão                      |
| Rifle 50 metros SH2 (Detalhes)         | Dragan Ristić SRB Sérvia            | Vladimer Tchinthcharauli GEO Geórgia | Tim Jeffery GBR Grã-Bretanha               |
| Rifle em pé 10 metros SH2 (Detalhes)   | Franček Gorazd Tiršek SLO Eslovênia | Tanguy de La Forest FRA França       | Seo Hun-tae KOR Coreia do Sul              |

### Quadro de medalhas
País sede destacado
| Ordem | País               | Medalha de ouro | Medalha de prata | Medalha de bronze |    |
| ----- | ------------------ | --------------- | ---------------- | ----------------- | -- |
| 1     | KOR Coreia do Sul  | 3               | 1                | 2                 | 6  |
| 2     | CHN China          | 2               | 1                | 2                 | 5  |
| 3     | GER Alemanha       | 2               |                  |                   | 2  |
| 4     | SVK Eslováquia     | 1               | 2                |                   | 3  |
| 5     | IND Índia          | 1               | 1                | 2                 | 4  |
| 6     | FRA França         | 1               | 1                | 1                 | 3  |
| 7     | SLO Eslovênia      | 1               |                  |                   | 1  |
|       | IRI Irã            | 1               |                  |                   | 1  |
|       | SRB Sérvia         | 1               |                  |                   | 1  |
| 10    | BRA Brasil         |                 | 1                |                   | 1  |
|       | KAZ Cazaquistão    |                 | 1                |                   | 1  |
|       | USA Estados Unidos |                 | 1                |                   | 1  |
|       | GEO Geórgia        |                 | 1                |                   | 1  |
|       | SWE Suécia         |                 | 1                |                   | 1  |
|       | TUR Turquia        |                 | 1                |                   | 1  |
|       | UZB Uzbequistão    |                 | 1                |                   | 1  |
| 17    | DEN Dinamarca      |                 |                  | 1                 | 1  |
|       | ESP Espanha        |                 |                  | 1                 | 1  |
|       | GBR Grã-Bretanha   |                 |                  | 1                 | 1  |
|       | ITA Itália         |                 |                  | 1                 | 1  |
|       | JPN Japão          |                 |                  | 1                 | 1  |
|       | POL Polônia        |                 |                  | 1                 | 1  |
| TOTAL | TOTAL              | 13              | 13               | 13                | 39 |